# ᶁ
ᶁ, appelé d crochet palatal, est une lettre latine utilisée auparavant dans l'alphabet phonétique international, rendu obsolète en 1989, lors de la convention de Kiel.

## Utilisation
La lettre ᶁ était utilisée pour représenter une occlusive alvéolaire voisée palatalisée. Après 1989, la lettre est changée pour dʲ.

## Représentations informatiques
Le d crochet palatal peut être représenté avec les caractères Unicode suivants : 
- composé (Supplément phonétique étendu) :

| formes    | représentations | chaînes de caractères | points de code | descriptions                              |
| --------- | --------------- | --------------------- | -------------- | ----------------------------------------- |
| minuscule | ᶁ               | ᶁ                     | U+1D81         | lettre minuscule latine d crochet palatal |

- décomposé et normalisé NFD (Alphabet phonétique international, diacritiques) :

| formes    | représentations | chaînes de caractères | points de code | descriptions                                          |
| --------- | --------------- | --------------------- | -------------- | ----------------------------------------------------- |
| minuscule | d̡               | d◌̡                    | U+0064 U+0321  | lettre minuscule latine d diacritique crochet palatal |